# 医生游戏

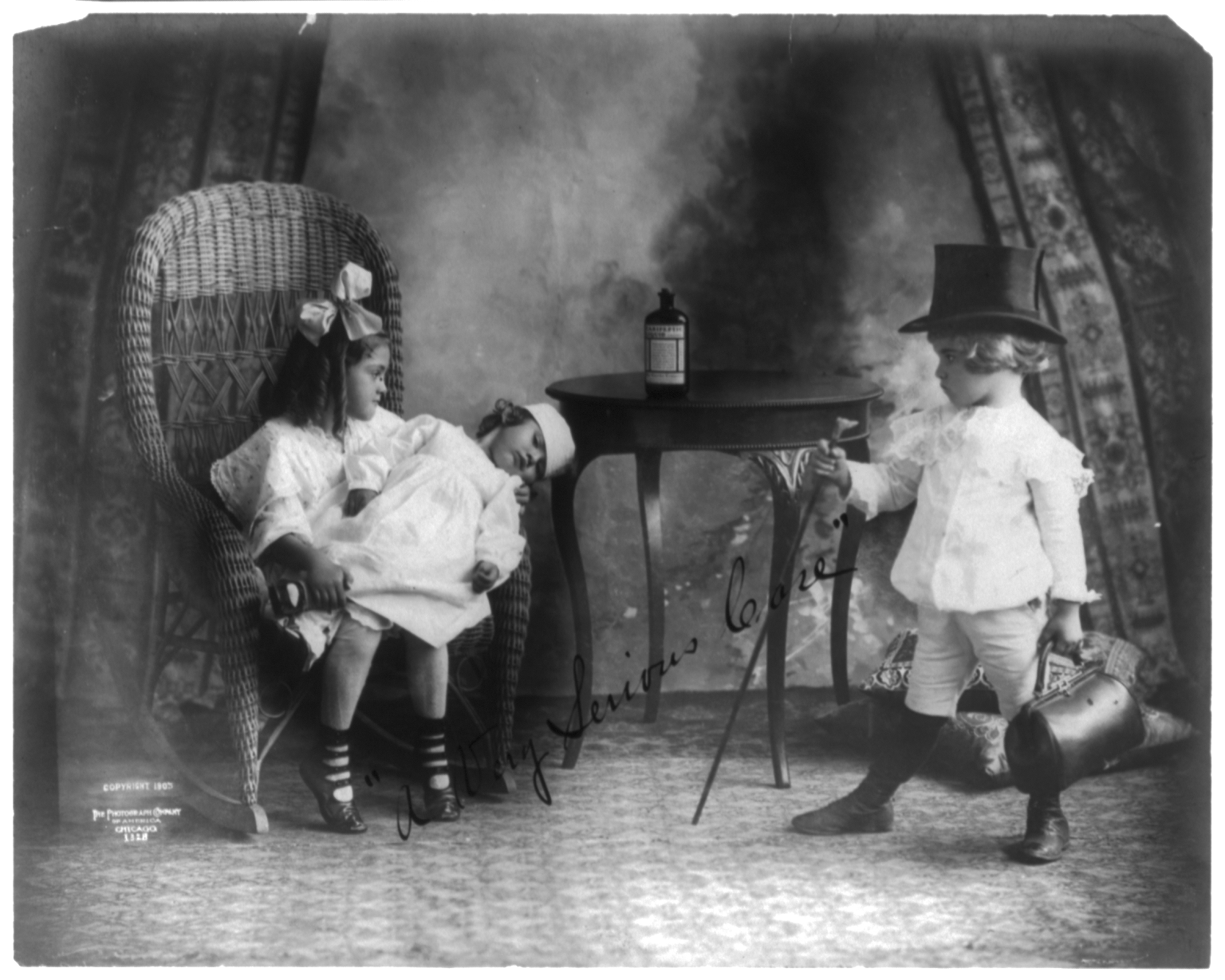
一个医生游戏的场景 (Note: 大女孩抱着小女孩，包扎她的头，小男孩戴着大礼帽，手持手杖和包)

医生游戏或看醫生遊戲是用来描述孩子们互相检查彼此的生殖器官的一个词组。 它起源于孩子们之间假扮医生或病人来进行检查的游戏。然而，无论它是否涉及角色扮演，这种说法一直被用来表示任何类似的这种“检查”。
医生游戏区别与兒童性虐待，因为后者是冲着故意的性刺激而进行的，包括性高潮。前者则是因为孩子们对身体解剖的好奇。 儿童心理学家认为，在儿童3岁到6岁之间，医生游戏是一个正常的阶段，只要儿童双方都主动愿意参与，并且年龄相近。 然而，当家长发现他们的孩子在做这种事，会感到有些不适。育儿专家经常建议家长们，把这种发现当作一个很好的机会去冷静地教孩子关于性、个人隐私以及尊重他人隐私的事情。 